# 桑名電軌
桑名電軌（くわなでんき）は、かつて三重県桑名市内を走っていた軌道線（路面電車）。

## 概要
桑名駅の駅前広場から駅前通りの「八間通」を東へ真っ直線に走り、行き止まりとなったところが終点の本町電停であった。車庫は路線の中ほどに存在し、南側に引込線を引き込んでいた。
八間通の幅員が広く、さらにほぼ一直線に進んでいたこともあり、起点・終点両方から互いを望むことができるほど小さな路線であった。

## 路線データ
- 営業区間：桑名駅前 - 本町
- 路線距離（営業キロ）：1.0km
- 軌間：1067mm
- 停留場数：7（起終点含む）
- 複線区間：全線単線
- 電化区間：全線電化（直流600V）

運転間隔は5分または10分間隔で、午前5時30分から翌日午前0時までと運行時間が長かった。所要時間は全線乗っても4分しかなかった。運賃は初乗り3銭、全線5銭で、全線往復乗車の場合1割引され9銭であった。

## 歴史

### 背景
桑名は東海道の42番目の宿場町であり、熱田との間にあった「七里の渡し」と呼ばれる海上航路を船で行き来する旅人を受け入れる地として栄えていた。このため桑名の市街地は海寄りにあり、桑名藩の藩庁である桑名城も揖斐川を背後に造られていた。
ところが明治時代になり、1895年に関西鉄道（現在の関西本線）が大阪側から延びて来た際、桑名の中心駅となるはずの桑名駅は、桑名町の西隣の大山田村（のちの西桑名町）に設置され、人々は不便を強いられることになった。
その後、駅の効果もあって駅前は新興市街地としての発展を開始し、単純に駅への連絡だけでなく新興の繁華街との往来も激しくなって来た。1925年には駅前から旧市街へ通じていた細道が一気に拡幅されて「八間通」と名づけられ、本格的に駅と旧市街地の連携を深める必要が出て来た。

### 開業
その連携手段となるべく手を挙げたのが桑名電軌であった。当社は、桑名駅前から八間通を通って旧市街地を結ぶ1キロあまりの軌道線を敷設することにしたのである。
むろん、駅前と旧市街を結ぶだけでは短すぎるので、この間は「駅前線」と称し、第一期計画の路線としてとりあえずの開業ということにしてあった。その後第二期線では駅前線から南へ路線を分岐させ、第三期線では東に、第四期線では西に環状線を構築して桑名市内に路線網を張り巡らせ、さらに第五期線では四日市市の富田まで延ばすという計画を立てていた。もしこれが実現していれば、桑名市から四日市市にかけて巨大な路面電車網ができていたことになる。
桑名電軌が特許を申請したのは1925年のことである。その翌年には特許が下り、年末には工事許可申請を出す素早さで、特許申請から2年後の1927年には工事着手に至った。途中、停留場を追加したり、1本突っ込みであった桑名駅前電停を2線構造にしたりと変更を加えつつ工事が行われ、同年9月17日には開業に至った。

### 隆盛と衰退
開業後は大入満員となり、当初4両であった車両を5両に増やして対応するほどであった。
また駅前の繁華街は八間通沿いにも広がり始め、旭橋電停付近には娯楽施設が集まった3階建ての「旭ビル」が建ち、この界隈の中心部として機能し始めた。さらには1932年、桑名駅前にバイパスとして国道1号が新たに開通し、官庁街も八間通に吸い寄せられて来るなど、当線にとっては好条件の状況となった。
だが、この好条件が逆効果となった。当時、日本各地では乗合自動車業者が設立されて乗合自動車が走り出し、小さな軌道線や郊外型の軌道線を圧迫していた。桑名もその例外ではなく、駅に通じる繁華街ということで完全に乗合自動車に併走され、1932年頃から4割も減収、収支が悪化したまま膠着状態となってしまった。

### 国策による廃止
そんな桑名電軌にとどめを刺したのは、政府の政策であった。1941年の太平洋戦争勃発後、資源に恵まれない日本は軍需生産に必須である鉄の確保が至上命題となり、兵器製造による金属を中心とした物資不足が深刻化し、これを改善するために政府が出したのが「金属類回収令」である。銅像や梵鐘のほか、鉄道もその供出対象となった。鉄道の場合、政府が軍事的に重要ではない路線を「不要不急線」に指定し、国防や産業振興上の必要性の高い路線の新設や輸送力増強に資材を転用するものであった。
結果、全長約1kmという短さの当線は「不要不急線」とされてしまい、さらに競合対象である乗合自動車が参宮急行電鉄（現在の近畿日本鉄道）系列の会社で太刀打ちもできないことから、「戦力増強の国策に応じるため」との理由で廃止を決定した。1943年年末の臨時株主総会において廃止と会社解散を決議し、翌1944年1月10日に営業を終了した。
撤去工事は10日ほどで終了し、会社も同年3月8日に解散した。

### 年表
- 1926年（大正15年）6月3日：桑名駅前 - 本町間の軌道敷設特許交付。
- 1927年（昭和2年）
  - 6月6日：着工。
  - 9月17日：桑名駅前 - 本町間開業。
- 1943年（昭和18年）12月26日：不要不急線指定を受け、臨時株主総会で路線廃止と会社解散を決議。
- 1944年（昭和19年）
  - 1月10日：全線廃止。
  - 3月8日：会社解散。

## 停留場一覧・概要
桑名駅前 - 国道 - 車庫前 - 三崎橋 - 旭橋 - 田町 - 本町
各電停は、間隔わずかに100 - 200m程度、安全地帯はなく道路から直接の乗降となっていた。以下、各電停の概要を示す。かっこ内は起点からの営業距離 (km) で、国道電停以外はチェーンからの換算による。また、開業日は断りなき場合は路線開業時である。
桑名駅前 (0.0)
有楽町に所在。桑名駅と道を隔てた前にあり、2面2線だった。運行円滑化のために計画時1線だったのを2線に変更されており、複数の電車が停まれるようになっていた。当時周囲は飲食店街だったが、現在は桑名駅が移転して跡地が駐車場になってしまったため商店街がなくなり、ビジネスホテルなどが立ち並んでいる。
国道 (0.2)
末広町に所在。国道1号の開通から4年後、1936年7月20日に新設された電停である。国道の「八間通」交差点を行き過ぎた先にあり、2面1線だった。南には桑名郵便局があった（現在は移転）。
車庫前 (0.4)
末広町に所在。末広町の東、八間通との境目附近にあった電停で、2面1線だった。すぐ南に桑名警察署が存在していた。また警察署の西側に車庫が設けられ、電停手前から南向きに車庫への引込線が出ていた。現在は警察署も移転し市営末広駐車場となったが、車庫跡にはマンションが建っている。
三崎橋 (0.5)
北寺町に所在。八間通と北寺町の境目附近にあり、2面1線。北東に古刹・海蔵寺があった。北側は開業時は蓮田であったが、後に市街地化された。
旭橋 (0.7)
相生町に所在。同名の橋を越えた先にあり、2面2線で線内で唯一交換設備を持っていた。周囲は八間通の繁華街でも特に賑やかなところで、電停の南には娯楽施設の集まる「旭ビル」が存在し、絵はがきにもなった。現在は旭橋は前後の川が暗渠となり、モニュメントとして片方だけ欄干が残されている。旭ビルも消滅し、繁華街としての面影は薄い。
田町 (0.9)
田町に所在。2面1線。この周辺から本格的に旧市街であった。
本町 (1.0)
本町に所在。八間通が行き止まりとなった丁字路に突っ込むようにして2面1線の電停があるという、非常にシンプルな終点であった。南には桑名宗社があった。現在は道が揖斐川まで通じてしまい、かつての行き止まりの雰囲気は消え失せている。

## 接続路線
- 桑名駅前：鉄道省関西本線、伊勢電気鉄道線→関西急行鉄道名古屋線・養老線（現、近鉄名古屋線・養老鉄道養老線）、北勢鉄道→北勢電気鉄道（現、三岐鉄道北勢線）

## 輸送・収支実績
| 年度 | 乗客（人） | 営業収入（円） | 営業費（円） | 益金（円） | その他損金（円）  | 支払利子（円） |
| ---- | ---------- | -------------- | ------------ | ---------- | ----------------- | -------------- |
| 1927 | 118,867    | 4,329          | 3,428        | 901        | 償却金800         |                |
| 1928 | 852,619    | 33,155         | 21,888       | 11,267     | 償却金3,600       | 22             |
| 1929 | 881,423    | 34,260         | 24,013       | 10,247     | 償却金自動車5,540 | 171            |
| 1930 | 768,259    | 29,722         | 23,828       | 5,894      | 償却金自動車5,417 | 177            |
| 1931 | 696,840    | 27,027         | 20,390       | 6,637      | 償却金5,850       | 25             |
| 1932 | 622,374    | 23,583         | 17,608       | 5,975      | 償却金5,100       |                |
| 1933 | 579,189    | 24,515         | 19,915       | 4,600      | 償却金4,000       |                |
| 1934 | 581,770    | 22,992         | 17,980       | 5,012      | 償却金4,500       |                |
| 1935 | 562,198    | 22,350         | 17,785       | 4,565      | 償却金4,402       |                |
| 1936 | 573,181    | 23,349         | 18,509       | 4,840      | 償却金4,580       |                |
| 1937 | 583,159    | 23,329         | 18,133       | 5,196      | 償却金5,000       |                |

- 鉄道統計資料、鉄道統計各年度版

## 車両
わずか1kmという路線ながら5両の電車が存在し、うち3両までが新製車であった。すべてシングルポール・救助網装備である。常時稼働は3両で、残りの2両は予備車として運用されていた。
なお、路線廃止後の車両の消息については時期が終戦直前・直後だったこともあり、不明の点も少なくない。
1・2
開業に際し、名古屋市電気局から譲り受けた木造単車。ただし書類上は新車扱いである。当時、SSA形と呼ばれていた民営時代の車両が一気に廃車されたのを譲り受けたもので、1号は1908年の製造で旧車号は41号、2号は1910年の製造で旧車号は89号、いずれも日本車輌製造製であった。大正時代に妻面にベスチビュール（前窓）が設置された状態で廃車され、そのまま桑名入りした。
外見は明治・大正時代に多く見られた、ダブルルーフにオープンデッキの路面電車そのもののスタイルであるが、名古屋時代裾が絞られ飾り塗装が施されていた車体はまっすぐになって木の羽目板が縦に並ぶだけになり、上がかまぼこ形になっていた側面窓も普通の四角窓に取り替えられるなど、かなり簡素化されている。足回りでは、ブリル社の27-E形台車をはいていた2号が、1号に合わせてペックハム社の7B形台車にはき替えている。車体は明るい緑色であった。
路線廃止後は古巣である名古屋市電気局に譲渡されたものの、元々老朽廃車された車両だけに戻っても営業運転に復帰することはかなわず、倉庫に使われた後1947年廃車となった。
3・4
開業に際し、1・2の譲受と並行して日本車両に発注した新製車。全長8m、半鋼製の単車であった。窓7個の典型的な「路面電車」で、台車は日本車両がブリル社の21-E形台車を模倣して造ったS-20s形台車であった。
路線廃止後は名古屋市電気局に譲渡されたが、不幸にして3号は戦災により焼失、1949年に車両不在のまま廃車となった。4号は罹災したものの生き残ったようで、1951年に豊橋鉄道へ譲渡され、1963年まで生き残った。
5
1929年、輸送力増強のために東洋車輌で新製した半鋼製の単車で、3・4号とほとんど仕様は一緒であったが、台車はブリル社の21-E形台車の類似品であることしか分かっていない。外見上の違いはウィンドウ・シルとヘッダーが前扉と前面の間で途切れているというごくわずかなもので、ほとんど変わりがなかった。
路線廃止後は名古屋市電気局に譲渡されたが、3号同様戦災により焼失、1949年に現車がない状態で廃車となった。

## 廃止後の現状
当線が廃止になった翌年、1945年7月に桑名市は2度に渡って空襲を受け、市内の9割を焼失する被害に見舞われた。その影響で桑名駅は焼失し、さらに南へ移転したため、現在は空き地となって駅前の面影を留めない。
また八間通沿いにも当時からの建物はほとんど残っておらず、終点の本町電停付近も行き止まりであったのが揖斐川沿いまで延長されてしまい、完全に当時の面影はかき消えた状態になっている。

## 参考資料
- 山崎寛「桑名電軌とその車輛 日本最短の路面電車は営業延長1km」『レイル』第65巻、プレス・アイゼンバーン、2008年7月、pp. 40-53。
- 鉄道省（編）『桑名電軌』〈鉄道省文書〉。
- 建設省（編）『桑名電軌』〈建設省公文書〉。